# Serrières-de-Briord
Serrières-de-Briord là một xã ở tỉnh Ain, vùng Auvergne-Rhône-Alpes thuộc miền đông nước Pháp.